# 미소년

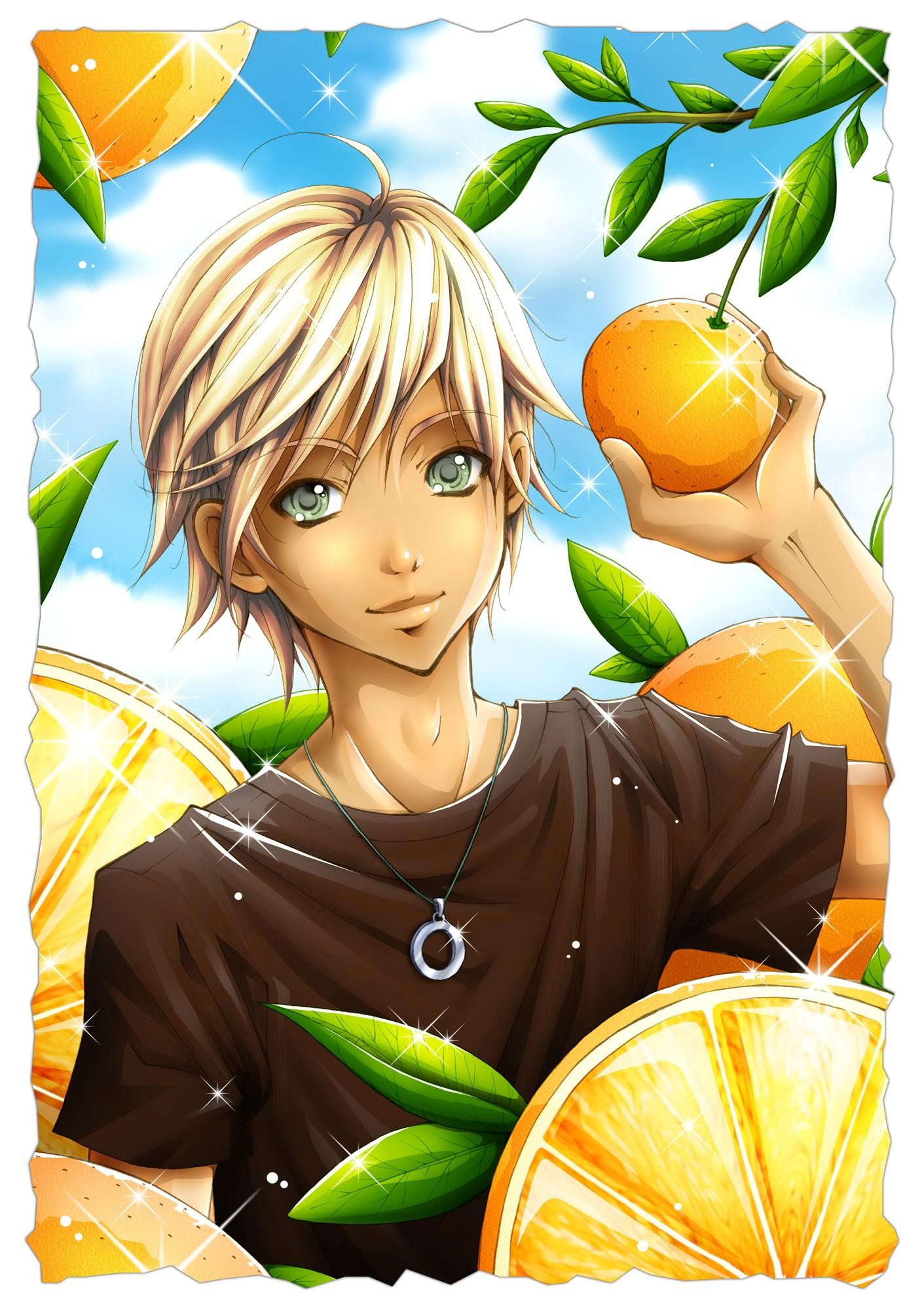
미소년 아트

미소년(美少年)은 매우 잘생긴 소년을 뜻한다.

## 개요
중국 7세기 시인의 문학 구절인 홍안 미소년, 그리고 신라의 화랑을 가리킬 때, 또한 현재까지도 쓰이는 말이다. 일본 만화 용어이기도 하며, 대한민국에서는 꽃미남이라는 표현이 쓰이기도 한다.

## 같이 보기
- 야오이
- 미소녀
- 꽃미남